# Royal Cercle sportif condruzien
Maillots
Dernière mise à jour : 20 décembre 2022.
Le Royal Cercle sportif condruzien est un club de football belge, basé dans la commune de Hamois, en province de Namur. Fondé en 1932, le club porte le matricule 1899, et évolue en première provinciale lors de la saison 2017-2018. Durant les années 1980, le club dispute 5 saisons en Promotion, le plus haut niveau qu'il ait atteint.

## Histoire
Le club est fondé le 12 septembre 1932 sous le nom d'Alliance Achet Football Club, sur le territoire de la commune d'Achet. Le club s'affilie rapidement à l'Union belge de football, et reçoit le matricule 1899. Il est versé dans les séries régionales namuroises. Le 18 juin 1935, à la suite d'un déménagement vers la commune voisine de Hamois, le club change d'appellation et devient le Cercle sportif condruzien. Ce nom est tiré de la région du Condroz, au cœur de laquelle se trouve Hamois.
Le club évolue durant plusieurs décennies dans les séries provinciales namuroises. Le 14 décembre 1967, il est reconnu « Société royale », et change son nom en Royal Cercle sportif condruzien.
En 1981, le club rejoint pour la première fois de son histoire la Promotion, quatrième et dernier niveau national. Il se sauve de justesse au terme de sa première saison à ce niveau, terminant juste devant le premier relégué. Mais la saison suivante, il ne peut éviter la relégation, et retourne ainsi en première provinciale après deux ans en nationales. Le club remonte en Promotion en 1988, et réalise dans la foulée sa meilleure saison en décrochant la neuvième place. Les deux saisons suivantes sont plus difficiles, et voit le club lutter pour son maintien. Bon dernier en 1991, le club est renvoyé en provinciales. Il n'est plus jamais remonté dans les séries nationales depuis, et évolue en deuxième provinciale lors de la saison 2013-2014.Champion P2 lors de la saison 2013-2014, accède à la P1.

## Résultats dans les divisions nationales
Statistiques mises à jour le 14 juin 2013

### Bilan
| Niv | Divisions     | Jouées | Titres | TM Up | TM Down |
| --- | ------------- | ------ | ------ | ----- | ------- |
| I   | 1re nationale | 0      | 0      |       |         |
| II  | 2e nationale  | 0      | 0      |       |         |
| III | 3e nationale  | 0      | 0      |       |         |
| IV  | 4e nationale  | 5      | 0      |       |         |
| V   | 5e nationale  | 0      | 0      |       |         |
|     |               |        |        |       |         |
|     | TOTAUX        | 5      | 0      | 0     | 0       |

- TM Up : test-match pour départager des égalités, ou toutes formes de Barrages ou de Tour final pour une montée éventuelle.
- TM Down : test-match pour départager des égalités, ou toutes formes de Barrages ou de Tour final pour le maintien.

### Classements saison par saison
| Ordre               | Saison  | Nom du club    | Niveau            | Classement final | Remarques |
| ------------------- | ------- | -------------- | ----------------- | ---------------- | --------- |
| 1                   | 1981-82 | RCS condruzien | Promotion série B | 13e/16           |           |
| 2                   | 1982-83 | RCS condruzien | Promotion série C | 14e/16           | Relégué!  |
| séries provinciales |         |                |                   |                  |           |
| 3                   | 1988-89 | RCS condruzien | Promotion série D | 9e/16            |           |
| 4                   | 1989-90 | RCS condruzien | Promotion série D | 12e/16           |           |
| 5                   | 1990-91 | RCS condruzien | Promotion série C | 16e/16           | Relégué!  |
| séries provinciales |         |                |                   |                  |           |

### Sources et liens externes
- (nl) « Fiche de l'équipe », sur Belgian Soccer Database